# Хосе Десідеріо Вальверде
Хосе Десідеріо Вальверде Перес (1822 — 22 грудня 1903) — домініканський військовий та політичний діяч, президент країни у червні-липні 1858 року.